# Altshausen
Altshausen es un municipio en el suroeste de Alemania, situado a unos 40 kilómetros al norte del Lago de Constanza. Tiene un palacio que hasta 1806 era propiedad de la Orden Teutónica. En 1807, el rey Federico I de Wurtemberg lo adquirió como propiedad privada para la familia reinante de Wurtemberg. Desde 1919 es residencia particular de los Duques de Wurtemberg, donde hoy vive el Duque Guillermo, tras el fallecimiento de su abuelo el Duque Carlos y el desalojo de su abuela, la Duquesa Diana, nacida Princesa de Francia.
La princesas Nadezhda (1899-1958) y Eudoxia (1898-1985), hijas del zar Fernando I de Bulgaria, están enterradas junto al palacio.

## Localidades hermanadas
- Bicske, Hungría (una ciudad en el condado de Fejér).
- Sausset-les-Pins, Francia (una ciudad cerca de Marsella).

- Datos: Q179013
- Multimedia: Altshausen / Q179013

1. ↑  Worldpostalcodes.org, código postal n.º 88361.